# Tetsuo Okamoto
Tetsuo Okamoto (Marília, 20 de marzo de 1932-Marília, 1 de octubre de 2007) fue un nadador brasileño medallista Olímpico y medallista de los Juegos Panamericanos.

## Biografía
Okamoto tenía asma, y se puso a nadar para tratarla, a los 7 años de edad. Sólo con 15 años de edad, cuando Fausto Alonso apareció, listo para montar un equipo serio en Yara Clube de Marília, es que Tetsuo comenzó a entrenar en una piscina decente, bajo la dirección de una persona con un poco de conocimiento de la natación. En ese momento, su formación fue de sólo 2.000 metros al día. A principios de 1949, Tetsuo había subido varias posiciones en el ranking nacional de Brasil, ser echado en el Campeonato Sudamericano en Montevideo, su primera competencia internacional. Allí, él nadó las tres carreras de larga distancia, consiguió entrar en la final del estilo libre de 400 metros y 1500 metros, pero se alejó del podio. Pero su progreso apenas comenzaba, y, al final de la década, sucede el acontecimiento decisivo de su carrera nadador.
En 1949, un equipo japonés hizo una gira por Brasil, y pasó en Marília. Con excelentes resultados, incluyendo victorias sobre los estadounidenses, se les conocía como "pez volador". Okamoto estaba fascinado con los nadadores y recibió una recomendación: "si usted quiere tener buenos resultados, tendría que entrenar mucho más: 10.000 metros de cada día". Por lo tanto, la preparación de Okamoto sufrió una transformación drástica. En momentos en que la piscina no estaba climatizada y no tenía gafas, Okamoto enfrentó al frío y salió con picazón en los ojos con el cloro, sino que lleva a cabo la rutina.
En el Campeonato Brasileño en 1950, se convirtió en campeón por primera vez, y su popularidad y reconocimiento comenzó a crecer. En enero de 1951, se convirtió en el poseedor del récord sudamericano por primera vez. Nadó el estilo libre de 1.500 metros en 19:24.3, bajando 40 segundos el récord de Brasil y 13 segundos el récord sudamericano.
Okamoto compitió en los Juegos Panamericanos de 1951, en Buenos Aires (la primera edición del torneo), donde ganó dos medallas de oro en los 400 metros y 1500 metros libres y una medalla de plata en los 4x200 m libres. En los 1500 metros libres, de nuevo se rompió su récord sudamericano.
Tres semanas después de que el Pan, rompió el récord sudamericano de 400 metros libre, anotando 4:41.5. El récord sudamericano de esta carrera nunca había estado en manos de un brasileño.
En el Campeonato Sudamericano en Lima, Perú en marzo de 1952, Tetsuo ganó la medalla de oro en los 400 metros, 800 metros y 1.500 metros estilo libre.
Okamoto fue medallista de bronce en los Juegos Olímpicos de Helsinki 1952 (en los 1500 m libres). Se tornó el primer nadador brasileño en ganar una medalla en los Juegos Olímpicos. En esta carrera, Tetsuo ganó su serie con un tiempo de 19:05,6 , nuevo récord sudamericano. Al final, ganó la medalla de bronce con nuevo récord sudamericano de 18:51.3. Este registro duraría diez años.
Después de dejar la natación, Okamoto fue a la Estados Unidos, donde estudió geología y la administración de empresas. Entonces, comenzó una empresa de perforación de pozos artesianos.
Murió en su ciudad de nacimiento, Marília, en el que siempre vivió, el 1 de octubre de 2007, debido a la insuficiencia cardíaca e insuficiencia respiratoria, causada por una larga problemas de riñón que le obligó a tener hemodiálisis frecuente en los últimos años de su vida.